# Musipedia
Musipedia являє собою пошукову систему для ідентифікації музичних творів. Це може здійснюватися через вибір теми, програвання на віртуальній клавіатурі фортепіано, відтворення ритму на клавіатурі комп'ютера або введення коди Парсонса. Будь-хто може змінювати зібрання мелодій та вводити MIDI-файли, зображення партитур з нотами (можливо, утворених сервером Musipedia з введених джерельних кодів Lilypond чи ABC), тексти пісень чи описові тексти про уривок, і останнє, але не менш важливе, контури мелодій у виді кодів Парсонса.
Сайт доступний англійською, французькою, німецькою, китайською і грецькою мовами.